# 河畔花園
河畔花園（英語：Garden Rivera）是香港新界沙田區城河東的一個私人屋苑，面對城門河，毗鄰沙田圍站、麗豪酒店、沙角邨。屋苑由恆基兆業發展，共6座住宅，每座36層，清一色提供兩房單位，樓字為井字形發展，合共提供1,584個住宅單位，於1984年入伙。